# Campeonato Paulista de Futebol de 1970 - Primeira Divisão
O Campeonato Paulista de Futebol de 1970 - Primeira Divisão foi a 24.ª edição do torneio organizado pela Federação Paulista de Futebol e equivaleu ao segundo nível do futebol no estado de São Paulo. O Noroeste de Bauru conquistou o título,[carece de fontes?] ao vencer na final o Nacional, e obteve o direito de participar do Torneio de Classificação, conhecido como Paulistinha, a paryir de 1971., através da resolução 60/70
Como no começo dos anos 1970, houve o encerramento das atividades do São Carlos Clube no futebol profissional. Assim, o campeonato, que deveria ter sido disputado por dezoito equipes, acabou sendo disputado por dezessete.

## Participantes
| - Andradina (Andradina) - Araçatuba (Araçatuba) - Barretos (Barretos) - Bragantino (Bragança Paulista) - Catanduvense (Catanduva) - Corinthians (Santo André) - Corinthians (Presidente Prudente) - Francana (Franca) - Garça (Garça) | - Marília (Marília) - Nacional (São Paulo) - Noroeste (Bauru) - Rio Preto (São José do Rio Preto) - Saad (São Caetano do Sul) - São José (São José dos Campos) - União Barbarense (Santa Bárbara D'Oeste) - Vasco da Gama (Americana) |

## Forma de disputa
Na primeira fase, as dezessete equipes foram divididas em dois grupos, disputados por pontos corridos, em turno e returno.

## Semifinal
Classificaram-se para a semifinal os dois primeiros colocados dos grupos A (Corinthians e Noroeste) e B (Bragantino e Nacional), com os confrontos opondo o primeiro de um grupo e o segundo do outro, em partida única realizada na Capital.
| 19 de setembro de 1970 | Corinthians | 1 – 2 | Nacional | Parque Antarctica, São Paulo, SP |
|                        |             |       |          |                                  |

| 19 de setembro de 1970 | Bragantino | 1 – 2 | Noroeste | Parque Antarctica, São Paulo, SP |
|                        |            |       |          |                                  |

## Final
A decisão do campeonato foi entre Noroeste e Nacional, disputada em campo neutro, o Parque Antarctica. Como a partida terminou empatada por 1 a 1, um jogo-desempate foi marcado para o mesmo local, dois dias depois. O Noroeste venceu por 1 a 0, com gol de Fedato, e garantiu presença no torneio classificatório para o Campeonato Paulista de 1971.
| 22 de setembro de 1970 | Noroeste                 | 1 – 1         | Nacional          | Parque Antarctica, São Paulo, SP             |
| 20 horas               | Odair Colônia 29' do 1.º | Ficha técnica | Barnabé 2' do 2.º | Renda: Cr$ 25 800 Árbitro: José Favilli Neto |

Noroeste — Chiquinho; Odair (Bonfim), Luisão, Marco Antônio e Romualdo; Nascimento e Foguinho; Odair Colônia, Márcio, Fedato e Mário Augusto (Ramos). Técnico: Abílio Martins, o Muca.
Nacional — Valdir; Zé Carlos, Jaime, Ranulfo e Elpídio; Peres e Aílton; Barnabé (Wílson), Osmar, Adriano e Ferreira (Mílton). Técnico: Vicente Arenari.
| 24 de setembro de 1970 | Noroeste          | 1 – 0         | Nacional | Parque Antarctica, São Paulo, SP          |
| 20 horas               | Fedato 31' do 1.º | Ficha técnica |          | Renda: Cr$ 20 779 Árbitro: Oscar Scolfaro |

Noroeste — Chiquinho; Romualdo, Luisão, Marco Antônio e Bonfim; Nascimento e Foguinho; Odair Colônia, Márcio, Fedato e Mário Augusto (Ramos). Técnico: Abílio Martins, o Muca.
Nacional — Valdir; Zé Carlos, Jaime, Ranulfo e Elpídio; Peres e Aílton; Barnabé (Newton), Osmar, Adriano (Wílson) e Ferreira. Técnico: Vicente Arenari.

## Premiação
| Campeonato Paulista de 1970 - Primeira Divisão |
| ---------------------------------------------- |
| Noroeste Campeão (2.º título)                  |